# Couvent des Capucins de Coblence
Pour les articles homonymes, voir Couvent des Capucins.
Le couvent des Capucins de Coblence (Kapuzinerkloster Koblenz) est un couvent de frères mineurs capucins situé à Coblence en Allemagne. Il est inscrit depuis 2002 à la liste du patrimoine mondial de l'Unesco. C'était jusqu'en 2007 le siège de la province de Rhénanie-Westphalie de l'ordre des frères mineurs capucins allemands.

## Historique
C'est en 1627 que le prince-archevêque de Trèves, Philipp Christoph von Sötern, appelle les capucins à Ehrenbreitstein, aujourd'hui quartier de Coblence. La première pierre est bénite le 16 octobre 1628. L'édifice est terminé en 1629 et consacré aux apôtres saint Philippe et saint Jacques.
Comme toute la ville, le couvent est dévasté pendant la guerre de Trente Ans et le siège de la forteresse d'Ehrenbreitstein en 1636. Il est reconstruit en 1655 sous le règne du prince-archévêque Karl Kaspar von der Leyen et consacré l'année suivante par Mgr Otto Johann Theodor von Senheim (1633–1662), sous le patronage de saint François d'Assise, saint Charles Borromée et saint Philippe. L'architecte Johannes Seiz construit trois nouveaux autels en 1753, tandis qu'un artiste vénitien peint six tableaux d'autel. Un nouvel orgue est installé en 1760.
Les troupes françaises révolutionnaires vandalisent le couvent et son église, puis l'ensemble est sécularisé. Les biens des capucins sont confisqués par la famille des princes de Nassau-Weilbourg en 1803, puis passent au duché de Nassau. Le couvent est vidé en 1813 et son mobilier et sa décoration intérieure sont vendus. Le duché est inclus par le congrès de Vienne dans la province rhénane du royaume de Prusse en 1815.
Les capucins retrouvent la propriété de leur couvent en 1861, mais ils en sont expulsés de 1875 à 1887 à cause de la politique du Kulturkampf de Bismarck.
Le couvent de Coblence devient le siège de la province capucine de Rhénanie-Westphalie en 1909. Il est gravement endommagé (son toit s'effondre) par le bombardement de Coblence du 25 septembre 1944 de la Royal Air Force.
Le couvent a subi au cours de son histoire plusieurs inondations du Rhin, ainsi en 1740, 1920, 1926, 1970, 1993 et 1995.
Le siège de la province capucine de Rhénanie-Westphalie a déménagé à Francfort-sur-le-Main en 2007.

## Source
- (de) Cet article est partiellement ou en totalité issu de l’article de Wikipédia en allemand intitulé « Kapuzinerkloster Koblenz » (voir la liste des auteurs).